# Figlio di sangue
Figlio di sangue (Bloodchild) è un racconto breve di fantascienza della scrittrice statunitense Octavia E. Butler del 1984, pubblicato in Italia anche con i titoli Bloodchild e Legame di sangue.
L'opera ha vinto il premio Hugo, il Premio Nebula e il Premio Locus per la sua categoria.

## Storia editoriale
Il racconto è stato pubblicato per la prima volta nel giugno 1984 sulla rivista Asimov's Science Fiction.
Nel 1985 l'opera ha vinto il Premio Hugo per il miglior racconto, il Premio Locus per il miglior racconto lungo, il Premio Nebula per il miglior racconto e lo Science Fiction Chronicle Readers Poll per il miglior racconto.
L'opera è stata pubblicata in Italia per la prima volta nel 1986 con il titolo Bloodchild, nel 1987 e nel 1990 con il titolo Figlio di sangue, nel 1991 con il titolo Legame di sangue, infine ripubblicato nel 2021 con il titolo Figlio di sangue  nella raccolta La sera, il giorno e la notte (Bloodchild and Other Stories).
L'autrice, meravigliandosi che alcuni abbiano catalogato l'opera come "una storia di schiavismo", ha affermato che Bloodchild è molte cose ma non questo: è una storia d'amore tra due esseri molto diversi tra loro, è un racconto di formazione e, infine, una parabola sulla gravidanza. Octavia Butler ha voluto scrivere una storia in cui un uomo affronta la gravidanza non come una sorta di competizione con le prerogative della donna, bensì come un atto d'amore nonostante e a causa delle avversità. L'idea per la storia è venuta all'autrice durante un viaggio nella foresta amazzonica del Perù, intrapreso per effettuare ricerche utili per la realizzazione dei romanzi appartenenti al Ciclo della Xenogenesi. Preoccupata per la presenza di pericolosi insetti si è trovata a immaginare cosa le sarebbe successo se fosse stata punta da un'Oestridae, insetto che deposita uova all'interno dell'ospite da cui si sviluppano larve che, una volta diventate insetti adulti, volano via. Octavia Butler, terrorizzata dalla notizia che, in caso di puntura, avrebbe dovuto lasciar sviluppare le larve senza tentare di rimuoverle, al fine di evitare pericolose infezioni, ha voluto scrivere una storia per esorcizzare tale paura.

## Trama
(Octavia Butler, Legame di sangue)
Dei coloni, fuggiti dalla Terra, si sono insediati su un pianeta abitato da una razza insettoide intelligente: i Tlic. Gli alieni si riproducono impiantando uova nei mammiferi. Le uova, schiudendosi, fanno fuoriuscire delle larve che divorano all'interno l'organismo ospite. Dopo delle comprensibili ostilità tra le due razze, gli Uomini e i Tlic scoprono che possono coesistere pacificamente con reciproco vantaggio. Le uova non fecondate dei Tlic, se assunte dagli umani, ne allungano la vita mentre l'Uomo stesso è un'eccezionale incubatrice per le uova fecondate dei Tlic. L'impianto e l'espianto sono cruenti ma, grazie alle capacità taumaturgiche della saliva dei Tlic, l'ospite sopravvive purché le larve vengano rapidamente espiantate dall'ospite subito dopo la schiusa. I Tlic, quindi, si fanno carico di proteggere gli umani all'interno di speciali riserve, trattando i vari nuclei familiari umani come membri delle famiglie dei Tlic. In cambio, alcuni terrestri saranno scelti sin da piccoli per portare avanti, non appena adulti, la gestazione delle uova dei Tlic, attività ritenuta un grande onore e comunque accettata volontariamente.
Gan è stato scelto dalla madre, Lien, per incubare le uova di T'Gatoi, una potente Tlic che da anni ha "adottato" la loro famiglia. Le sorelle vorrebbero ben volentieri prendere il posto di Gan, al contrario di Qui, il fratello che, avendo assistito involontariamente alla cruente estrazione delle larve dal corpo di un uomo, ne è rimasto scioccato. Quando Qui si imbatte in Bram Lomas, un uomo che fecondato da un Tlic, per errore sta per essere mangiato vivo dalle larve, lo porta a casa. T'Gatoi agisce d'urgenza per salvarlo ed estrae le larve trasferendole all'interno del cadavere di un grande mammifero. Durante l'espianto, Gan è stato costretto ad assistere allo sventramento di Bram Lomas, e inizia ad avere ripensamenti non volendo più accogliere le uova di T'Gatoi. Il Tlic non può più aspettare, dovendo urgentemente trovare un ospite per accogliere le sue uova fecondate. Gan, nonostante la paura, affettivamente legato T'Gatoi, sempre amorevole e generoso nei confronti della sua famiglia, vincendo il terrore, si offre comunque volontario, facendosi impiantare le uova.

## Edizioni
- (EN) Octavia Butler, Speech Sound, in Isaac Asimov's Science Fiction Magazine, n. 73, Davis Publications, dicembre 1983.
- (SV) Octavia Butler, Talljud, in Nova Science Fiction, n. 4-1985, Göteborg, Laissez faire, 1985.
- Octavia Butler, Bloodchild, in Donald A. Wollheim (a cura di), Il meglio della Fantascienza 1985, traduzione di Giampaolo Cossato e Sandro Sandrelli, Milano, SIAD Edizioni, febbraio 1986, ISBN 8844300915.
- Octavia Butler, Figlio di sangue, in Millemondiestate 1987: 3 Romanzi brevi e 13 Racconti, traduzione di Piero Anselmi, Millemondi, n. 31, Milano, Mondadori, giugno 1987.
- (DE) Octavia Butler, Der süße Klang des Wortes, in Isaac Asimov's Science Fiction Magazin 28, Heyne Science Fiction & Fantasy, n. 4366, Monaco di Baviera, Heyne, 1987, ISBN 978-3-453-31368-2.
- (PT) Octavia Butler, O Dom da Palavra, in Isaac Asimov Magazine, traduzione di Ronaldo Sergio de Biasi, n. 16, Rio de Janeiro, Record, 1991.
- Octavia Butler, Figlio di sangue, in Oriana Palusci (a cura di), Aliene, amazzoni, astronaute, traduzione di Piero Anselmi,  Oscar Narrativa 106, n. 1062, Milano, Mondadori, giugno 1990, ISBN 880433438X.
- Octavia Butler, Legame di sangue, in I Premi Hugo 1984-1990, traduzione di Giampaolo Cossato e Sandro Sandrelli, Grandi Opere Nord, n. 20, Milano, Editrice Nord, 1991.
- (EN) Octavia E. Butler, Bloodchild, in Bloodchild and Other Stories, Seven Stories Press, 2011, ISBN 9781583228036.
- Octavia Butler, Figlio di sangue, in La sera, il giorno e la notte, traduzione di Veronica Raimo, Roma, Edizioni SUR, ottobre 2021, ISBN 978-88-6998-272-9.